# Хроника Эрика

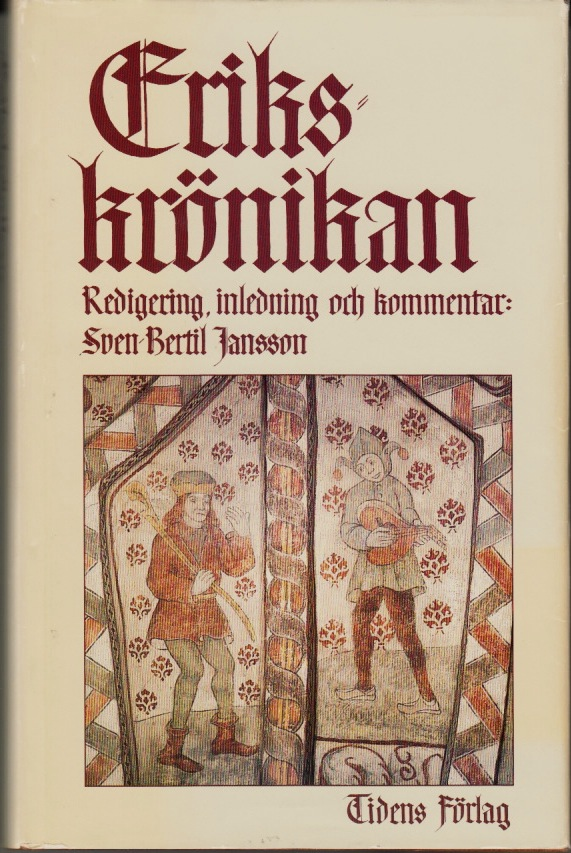

Хроника Эрика (швед. Erikskrönikan) — рифмованная хроника, один из древнейших шведских литературных памятников. Была составлена в 1320-е годы неизвестным автором. В основу хроники положена история династии шведских конунгов — Фольгунгов — с момента её основания в середине XIII века до вступления на трон Магнуса Эрикссона в 1319 году.

## Название
Хроника названа по имени отца Магнуса Эрикссона, герцога Эрика, который является её главным героем. Но это название хроника получила лишь в XVI веке, чтобы её было удобнее отличать от более поздних рифмованных хроник. В XV веке «Хроника Эрика» называлась «Старой рифмованной хроникой». О её первоначальном названии ничего не известно.

## Списки
Текст «Хроники Эрика» сохранился до настоящего времени в девятнадцати рукописных кодексах. Самый ранний из них, так называемая «Книга госпожи Мэрты» (Fru Martas bok), датируемая 1457 годом, содержит, кроме хроники, ряд рыцарских романов. В двух более поздних манускриптах — «Книге Спегельберга» (1470—1480 гг., Spegelbergs bok) и «Книге госпожи Элин» (1476 г., Fru Elins bok) — «Хроника Эрика» также соседствует с рыцарскими романами. Оригинальный текст хроники лучше всего восстанавливается по «Книге Спегельберга». Именно этот вариант положен в основу всех современных шведских изданий «Хроники Эрика», и с него осуществлялся перевод на русский язык. Списки хроники, принадлежавшие двум аристократическим дамам — госпожам Мэрте и Элин, — содержат ряд пропусков и изменений (в первой книге отсутствует пролог, а ярл Биргер в обеих называется рыцарем). Эти изменения были допущены в результате редактирования текста, осуществлённого, вероятно, по просьбе самих владельцев рукописей.

## Исторический источник
Хроника является ценным историческим источником. Заметное место в хронике занимает описание Русско-шведских войн. В частности, описание боевых действий, связанных со строительством и штурмом русскими крепости Ландскрона, стих 1458—1805. По подробности описания этот текст не имеет себе равных в средневековых русских и шведских источниках.

## Содержание
Автор восхваляет Бога (Gud) за то, что тот создал прекрасный мир и Швецию (Swerighe) в нем. Описывая доблесть шведских рыцарей (riddar), автор сравнивает их с готским королем Теодорихом (Didrik). После смерти все они непременно попадают в Небесное Царство (hymmerik). Перечень доблестных шведов начинается с конунга Эрика, который враждовал с Кнутом. 
[1234] После смерти Кнута Эрик Шепелявый воцарился над шведами, а свою сестру Ингеборду выдал замуж за ярла Биргера. Вскоре Биргер возглавил экспедицию на шнеках против язычников-тавастов (taffwesta), где после победы христиан появилась крепость Тавастборг. 
[1250] После смерти Эрика старейшина Йоар Синий (Joar Blaa) указал на сына Биргера Вальдемара как на будущего конунга. Младшими братьями Вальдемара были Бенедикт, Магнус и Эрик. Однако против этого порядка восстал его родичи-фолькунги. При посредничестве епископа распрю удалось прекратить, однако ярл Биргер учинил расправу над своими обезоруженными врагами. Один из выживших юнкер (jonker) Карл покинул Швецию и погиб в сражении между крестоносцами и литовскими язычниками (lettugha). 
[1260] Ярл Биргер организует свадьбу своего сына 20-летнего  Вальдемара на дочери Эрика Датского Софье, в результате чего к Швеции в качестве приданого перешли города Треллеборг и Мальмё. 
Для защиты от карел ярл Биргер строит Стокгольм (1252). Здесь автор вспоминает о Сигтунском походе 1187 года, когда карелы (karela) и русские (rytza) высадились на побережье Швеции и разорили Сигтуну и убили упсальского архиепископа Йона.
Далее повествуется о тихой кончине ярла Биргера в Швеции и злодейском убийстве короля Эрика в Дании. Небольшая история повествует о встрече конунга Вальдемара с еще одной дочерью Эрика Юттой, которая вызвала ревность его жены. Затем перечисляются дети Вальдемара: Эрик, Рикитца (Rikitza) и Марина (Marina).
[1275] В результате распри власть от Вальдемара переходит к его брату Магнусу. Вальдемар убегает в Вермланд. Затем братья примирились, разделив страну. Свеаланд достался Магнусу, а Смоланд и Вестергётланд — Вальдемару. 
[1276] Магнус в Кальмаре женится на немецкой графине Хельвиге. 
[1277] Дальнейшая жизнь Магнуса была осложнена ссорой с датским королем Эриком, который требовал плату за поддержку Магнуса в его противостоянии с Вальдемаром. В битве при Эттаке небольшой отряд шведов наголову разгромил отряд датчан. В результате датский король Эрик согласился на мир, а Магнус откупился от датчан серебром. Затем Магнус решил проявить себя покровителем церкви и возвел собор святой Клары.
[1290] Смерть Магнуса и приход к власти Торгильса Кнутссона, который предпринял новое наступление на "земли язычников" (hedna landa).
[1293] Кнутссон в землях карел основывает Выборг (Wiborgh). 
[1295] Шведский отряд во главе с Сиггой Локи (Sigge loke) нападает на карельский Кексгольм (Kekes holm), однако в результате контратаки русских город был отбит, а шведский отряд разгромлен. 
[1300] Кнутссон основывает Ландскрону (Landzkrona) в месте слияния Охты (Swärta, т.е. "черная") и Невы (Nyo). Всего в экспедиции принимает участие 1100 шведских воинов. Далее 800 шведов под началом Харальда поплыли на лодках к Ладоге, где южный берег уже являлся Русской землей (Rytzland). Однако из-за бури Харальду пришлось высадиться в Карелии (Karela land), где он жестоко разорил жилища карел. После чего, спустя 5 дней, возвратился к Ореховому острову (Pekkinsäär). На следующий год, после отхода основных силы шведов на родину, русские вместе с карелами предприняли штурм Ландскроны, гарнизон которой страдал от голода и цинги.